# Гальперин, Замир
Замир Гальперин – израильский гастроэнтеролог, профессор. 14 лет возглавлял институт заболеваний ЖКТ и печени медицинского центра им.Сураски.

## Биография
Окончил медицинский факультет Еврейского университета в Иерусалиме в 1977 г. 

В 1978-1982 гг. служил в должности врача ВВС Армии обороны Израиля. 

В 1984-1985 гг. прошел стажировку по гастроэнтерологии в Кливлендской клинике (Огайо, США). 

В 1986 г. завершил интернатуру по внутренним болезням в медицинском центре им.Сураски. 

В 1990 г. стажировался в Королевской свободной больнице в Хэмпстеде (Великобритания).

В 1988-1992 гг. начал работу в медцентре им.Сураски в должности старшего врача. 

В 1992-1996 гг. руководил отделением гастроэнтерологии больницы Вольфсон (г.Холон). 

В 1996-2010 гг. - заведующий институтом заболеваний ЖКТ и печени медицинского центра им.Сураски.

1999-2001 гг. – председатель Израильской ассоциации по изучению печени. 

2007-2010 гг. – председатель национальной комиссии по питанию при Министерстве здравоохранения и сельского хозяйства.

До 4 марта 2016 г. – член научно-консультативного совета израильской биофармацевтической компании Intec Pharma Ltd.
Декан факультета внутренней медицины Тель-Авивского университета.

В 2011 г. избран председателем Израильского общества гастроэнтерологов.
С 2014 г. ведет частную практику в клинике Ассута.

## Научная работа
Является автором 152 научных публикаций, посвященных диагностике и лечению заболеваний органов ЖКТ и печени.
В сферу научных интересов профессора Гальперина входят лечение воспалительных заболеваний кишечника, болезней печени, желчекаменной болезни, жирового гепатоза, заболеваний верхних отделов ЖКТ.

Получил грант фонда Шрайбера на исследования желчекаменной болезни (1989).
Лауреат премии Бат-Шевы де Ротшильд за достижения в области науки и технологий (1988).